# Фвайо Тембо
Фвайо Тембо (англ. Fwayo Tembo, нар. 2 травня 1989, Лусака) — замбійський футболіст, що грав на позиції півзахисника.
Виступав, зокрема, за клуби «Базель» та «Астра» (Джурджу), а також національну збірну Замбії.
Дворазовий чемпіон Швейцарії. Володар Кубка Швейцарії. Володар Кубка Румунії.

## Клубна кар'єра
У дорослому футболі дебютував 2006 року виступами за команду «Нейшенл Ассемблі», в якій провів один сезон. 
Протягом 2008—2010 років захищав кольори клубу «Етюаль дю Сахель».
Своєю грою за останню команду привернув увагу представників тренерського штабу клубу «Базель», до складу якого приєднався 2010 року. Відіграв за команду з Базеля наступний сезон своєї ігрової кар'єри. Більшість часу, проведеного у складі «Базеля», був основним гравцем команди.
Протягом 2012 року знову захищав кольори клубу «Етюаль дю Сахель».
Пізніше, того ж року уклав контракт з клубом «Астра» (Джурджу), у складі якого провів наступні чотири роки своєї кар'єри гравця. 
Згодом з 2016 по 2017 рік грав у складі команд «Пауер Дайнамос», «Хапоель» (Раанана) та «Пауер Дайнамос».
Завершив ігрову кар'єру у команді «Лусака Дайнамос», за яку виступав протягом 2018—2019 років.

## Виступи за збірні
З 2007 року залучався до складу молодіжної збірної Замбії.
У 2008 році дебютував в офіційних матчах у складі національної збірної Замбії.
Загалом протягом кар'єри в національній команді, яка тривала 10 років, провів у її формі 27 матчів, забивши 1 гол.

## Титули і досягнення
- Чемпіон Швейцарії (2):

«Базель»: 2009-2010, 2010-2011
- Володар Кубка Швейцарії (1):

«Базель»: 2009-2010
- Володар Кубка Румунії (1):

«Астра» (Джурджу): 2013-2014
- Володар Суперкубка Румунії (1):

«Астра» (Джурджу): 2014